# Asarualim
Asarualim ist eine sumerische Gottheit.
Asarualim besitzt das geheime Wissen. Er bringt Licht in verdunkelte Orte und bewegt das, was dort lebt dazu, einen Beitrag zu Leben und Wissen zu leisten. Somit ist Asarualim ein Gott des Wissens und der Wissenschaften.
In späterer, babylonischer Zeit wurde der Name und die Funktion des Asarualim von Marduk assimiliert. Von da an war es einer der 50 Namen des Marduk.